# Barrage de Noubals
Le barrage de Noubals, appelé aussi barrage des Grandes Pâtures, est situé au sud de la commune de Mijanès et pour une petite partie sur la commune d'Artigues, dans le Donezan en département de l'Ariège, en région Occitanie.

## Géographie
Situé à 1 229 m d'altitude, le barrage hydroélectrique génère un lac de retenue alimenté par le Rialet et occupant 16 hectares pour un volume de 2 millions de m3. 

## Histoire
Il a été achevé en 1949, les premiers travaux ayant commencé en 1942. Il est exploité par Électricité de France.

## Caractéristiques

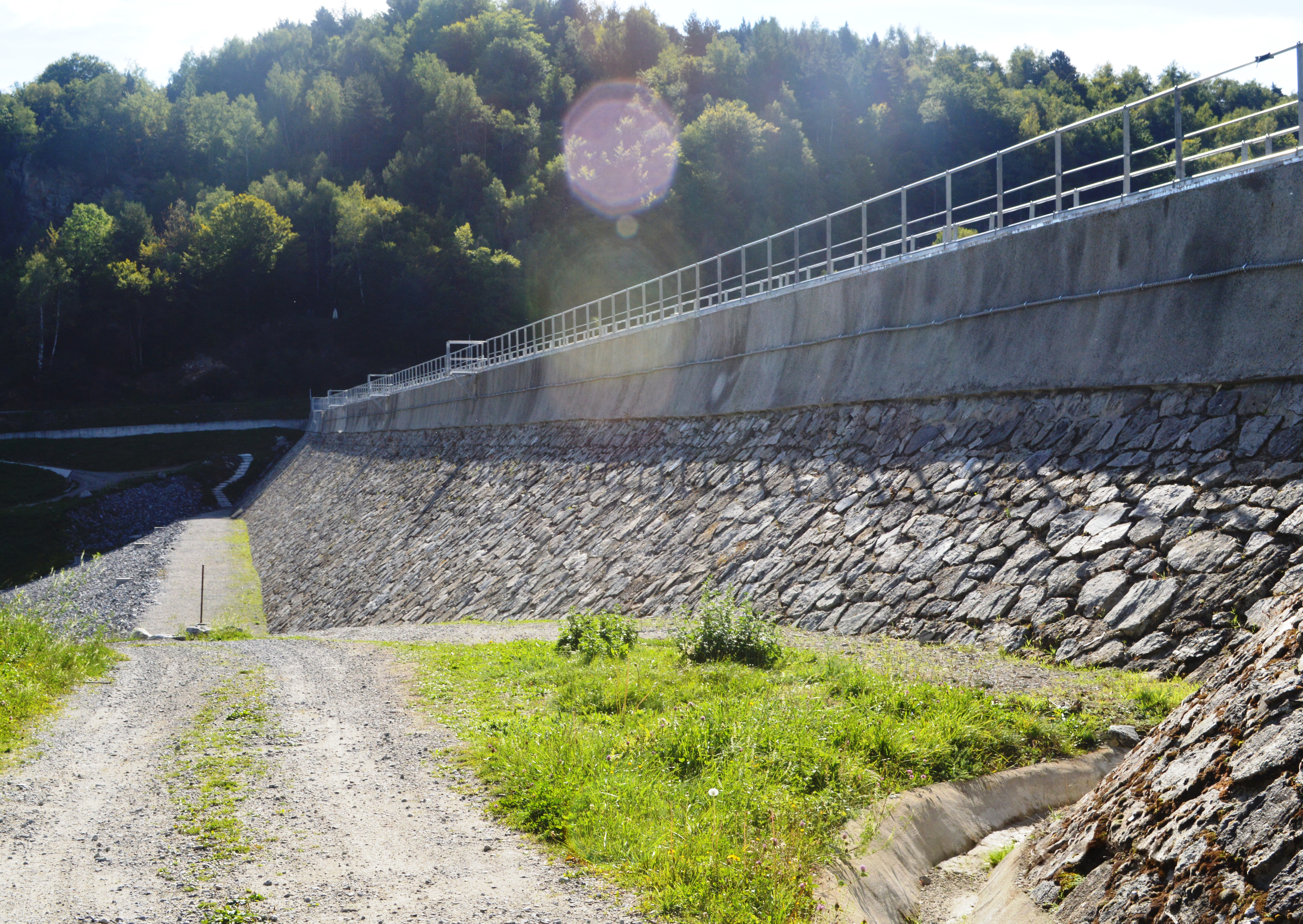
Le barrage en septembre 2014.

C'est un barrage en remblai de 31 000 m3 d'une hauteur de 20 m, d'une longueur de crête de 240 m, large de 3 m au sommet pour 30 m à la base.

## Voies d'accès
On y accède par des voies communales depuis la RD 25.

## Activités
La retenue est appréciée des pécheurs, sa présence permet la pratique d'activités de loisir, avec notamment l'aménagement d'un parcours santé.

## Biodiversité
Des travaux ont été menés afin de maintenir la biodiversité des zones et des tourbières à proximité du lac où se trouvent en particulier deux espèces protégées de papillons rares et menacés : le cuivré de la bistorte (Lycaena helle Denis et Schiffermüller, 1775) et le nacré de la bistorte (Boloria eunomia Esper, 1799).